# Utschur
Der Utschur (jakutisch und russisch Учур) ist ein 812 Kilometer langer rechter Nebenfluss des Aldan in Ostsibirien (Russland, Asien).

## Verlauf
Der Utschur entspringt im äußersten Ostteil des Stanowoigebirges in etwa 1500 m Höhe. Er fließt zunächst in östlicher Richtung, wendet sich dann nach Norden und durchschneidet bzw. umfließt den bis 2258 Meter hohen Geran-Kamm und den Ulkan-Kamm, Ausläufer des Stanowoigebirges in Richtung des Dschugdschurgebirges.
Der Fluss fließt danach in westlicher Richtung, erreicht den Ostrand des Aldanhochlandes, entlang dem er wieder in nördlichen Richtungen in weiten Bögen fließt. Er mündet etwa fünf Kilometer unterhalb des am rechten Aldan-Ufer gelegenen Dorfes Tschagda in 179 m Höhe in den Aldan.
Die bedeutendsten Nebenflüsse sind von links Ujan (Länge 233 km), Chaikan (150 km), Tyrkan (238 km), Gonam (686 km) und Gynym (297 km), von rechts der Ulkan (111 km).
Der Utschur durchfließt zunächst den Nordwestteil der Region Chabarowsk und erreicht bei der Einmündung seines größten Nebenflusses Gonam die autonome Republik Sacha (Jakutien).

## Hydrografie
Das Einzugsgebiet des Utschur umfasst etwa 113.000 km². In Mündungsnähe erreicht der Fluss eine Breite von fast 500 Meter und etwa vier Meter Tiefe; die Fließgeschwindigkeit beträgt 1,1 m/ s.
Der Utschur gefriert zwischen Ende Oktober/Anfang November und der ersten Maihälfte, worauf ein den ganzen Sommer andauerndes Hochwasser folgt. Im Bereich des Zutagetretens von Thermalquellen bleiben im Verlauf des gesamten Winters Polynjas (eisfreie Flussabschnitte) erhalten.
Die mittlere Wasserführung des Utschur beträgt 154 Kilometer oberhalb der Mündung 1345 m³/s bei einem mittleren monatlichen Minimum von 46 m³/s im März und einem Maximum von 3652 m³/s im Juni.

## Infrastruktur
Der Utschur ist trotz seiner Tiefe und seiner beträchtlichen Wasserführung wegen einer Vielzahl von Sandbänken auch im Unterlauf nicht schiffbar.
Das durchflossene Gebiet ist praktisch unbesiedelt. Am Fluss gibt es keine Orte, und entsprechend fehlt jegliche Infrastruktur völlig.